# Stade olympique de Chamonix
 (mars 2025).
Le stade olympique de Chamonix est un stade situé dans la ville de Chamonix-Mont-Blanc en France. La patinoire en son centre possédait une surface de 36 000 m².
D'une capacité de plus de 45 000 spectateurs, l'enceinte a été créée pour accueillir des épreuves des Jeux olympiques d'hiver de 1924. Il a accueilli les cérémonies d'ouverture et de clôture ainsi que les épreuves de curling, hockey sur glace, patinage artistique, patinage de vitesse et de patrouille militaire.
Le stade a depuis été reconverti et possède une piste d'athlétisme.

## Événements
- Jeux olympiques d'hiver de 1924
- Championnat du monde de hockey sur glace 1930

## Galerie de photo

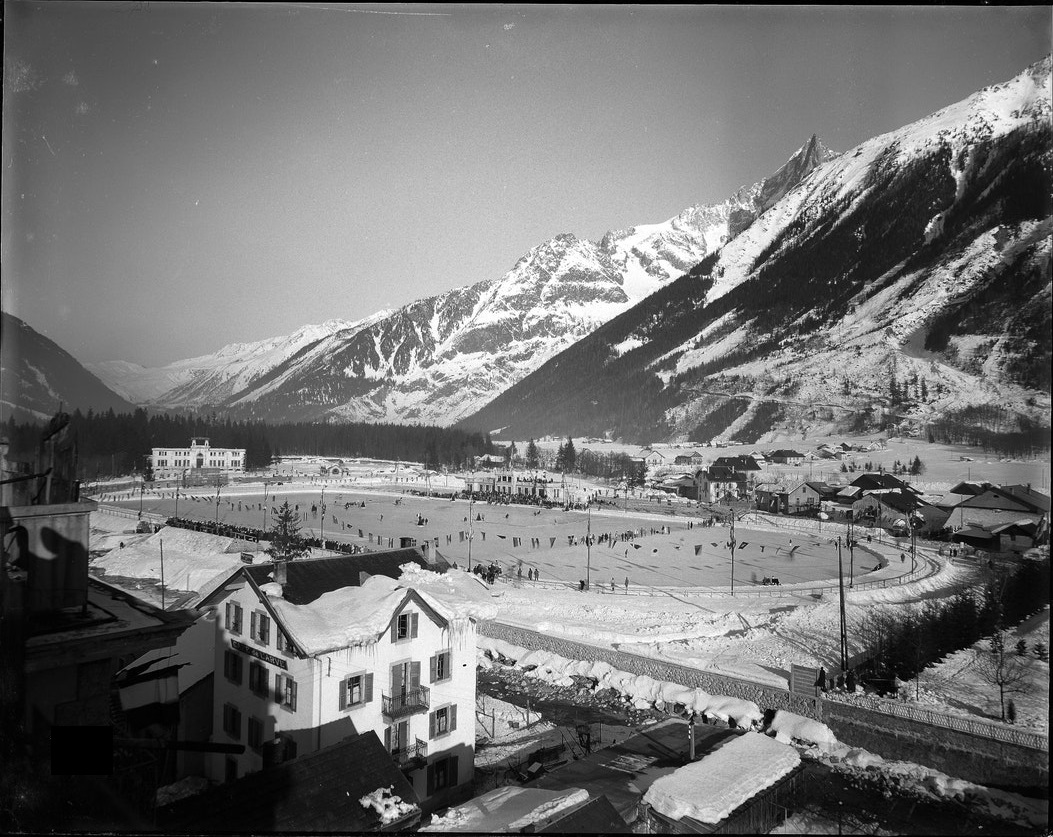
Le stade et la patinoire en 1924